# 安德烈亚斯·维萨留斯
安德烈亚斯·维萨留斯 （拉丁語：Andreas Vesalius；1514年12月31日於布鲁塞尔—1564年10月15日於扎金索斯；又译维萨里）是一名文藝復興時期的解剖学家、医生，他编写的《人体的构造》是人体解剖学的权威著作之一。維薩里被认为是近代人体解剖学的创始人。

## 早年生活和求学
维萨留斯生于哈布斯堡尼德兰统治下布鲁塞尔的一个医生家庭。他的曾祖父，生于韦瑟尔的扬·范·韦瑟尔，在帕维亚大学取得医学学位，1428年在新成立的鲁汶大学教授医学。他的祖父，埃弗拉德·范·韦瑟尔是神圣罗马帝国皇帝马克西米连一世的皇室御医；他的父亲，安德里斯·范·韦瑟尔继续担任马克西米连的药剂师，后来又担任他的继任者查理五世的贴身侍从。安德里斯鼓励自己的儿子延续家族的传统，并把他送入布鲁塞尔的共同生活兄弟会学习当时社会通用的希腊语和拉丁语。
在1528年，维萨留斯进入魯汶大學修讀美術，但當他的父親在1532年被任命为贴身侍从后，他在1533年决定进入巴黎大学就读医学。在那里，他在雅克·迪布瓦（1478-1555)）和让·费内尔的指导下學習蓋倫的医学理論。由那時開始，他開始了在他对解剖學的兴趣，并经常在巴黎的圣婴公墓研究骨骼。
维萨留斯在1536年法蘭西與神聖羅馬帝國关系紧张時被迫離開巴黎返回魯汶。在魯汶，他在约翰尼斯·温特·冯·安德纳赫的教导下完成學習，並在下一年畢業。他的論題是 Paraphrasis in nonum librum Rhazae medici arabis clariss ad regem Almansorum de affectum singularum corporis partium curatione, 是一篇关于累塞斯（Rhazes，865～925，阿拉伯医生，鉴别天花与麻疹）第九本论著的評論文章。因为与他的教授发生争执，毕业后，他只留在鲁汶很短的时间。在1536年，他短暫地移居威尼斯後，便入讀帕多瓦大學，並在1537年取得博士學位。
毕业后，他留在了帕多瓦教授外科和解剖学。同时，他还被邀请到博洛尼亚大学和比萨大学做演讲。演讲的对象都学习过盖伦的理论——一般都是通过讲授者聘请外科医生对动物的解剖来进行说明。没有人试图去验证一下盖伦的理论：它们被认为是无懈可击的。但维萨留斯做的与众不同。他使用解剖工具亲自演示操作，而学生则围在桌子周围观察学习。面对面的亲身体验式教学被认为是唯一可靠的教学方式，也是对中世纪实践的一个重大突破。
他用六幅带有说明的解剖图详尽记录了自己的解剖工作。当他发现这些图已经被大量复制时，他在1538年把图集合成册出版，名为《解剖图谱六幅》。接着在1539年，他又对盖伦的解剖学指南《论解剖程序》做了改进。当消息传到巴黎时，他以前的一位教授对这次更改做了抨击。
1538年，他又发表了一本关于刺络放血的小册子。这是一种治疗疾病的通用疗法，但是对从哪里放血尚有争论。
按盖伦的古希腊疗法，应该在患处的附近放血。但按穆斯林和中世纪的疗法，应该在远离患处的地方放血。维萨留斯的小册子支持盖伦的观点，并且还用解剖图谱的方法来作为自己的论据。
1539年一位帕多瓦的法官对维萨留斯的工作发生兴趣，并许可他解剖被处决的罪犯尸体。很快，他就得到了一大批详细、正确无误的解剖详图。很多图都是由专门聘请的画家绘制的，比以前的作品精致的多。
1541年，维萨留斯在博洛尼亚发现盖伦所有的研究结果都不是源于人体而是动物的解剖：因为古代罗马人体解剖是被禁止的，所以盖伦选用了巴巴利猕猴来代替，还坚称两者在解剖学上是相近的。于是，维萨留斯对盖伦的文章做了校正，并开始撰写自己的著作。在维萨留斯发现之前，医学界从没有注意到这一点，并且盖伦的著作一直是研究人类解剖学的基础。尽管如此，仍有人坚持采信盖伦的论点，并且嫉恨维萨留斯取得了这样瞩目的成果。
维萨留斯继续引发争论，这一次不光是盖伦，还有蒙迪诺（1258 - 1326，著有《解剖学》），甚至是亚里士多德：这三人关于心脏的功能和结构的论断都是错误的。举例来说，维萨留斯发现心脏有四个腔，肝有两叶，血管是起源于心脏而不是肝。其他关于维萨留斯发现的错误还有：下颚只有一根骨头，而不是两根（盖伦由动物的解剖得出的结论）；血液并不流过心房中隔。
1543年，维萨留斯主持了一场公开的解剖，对象是一位来自瑞士巴塞尔的臭名昭著的罪犯。在其他外科医生的协助下，维萨留斯收集了所有的骨骼，并组合成骨骼系统捐献给巴塞尔大学。这个标本是维萨留斯唯一留存至今的标本，也是世界上最古老的解剖学标本。现在还在巴塞尔大学的解剖学博物馆中展出。

## 《人体的构造》

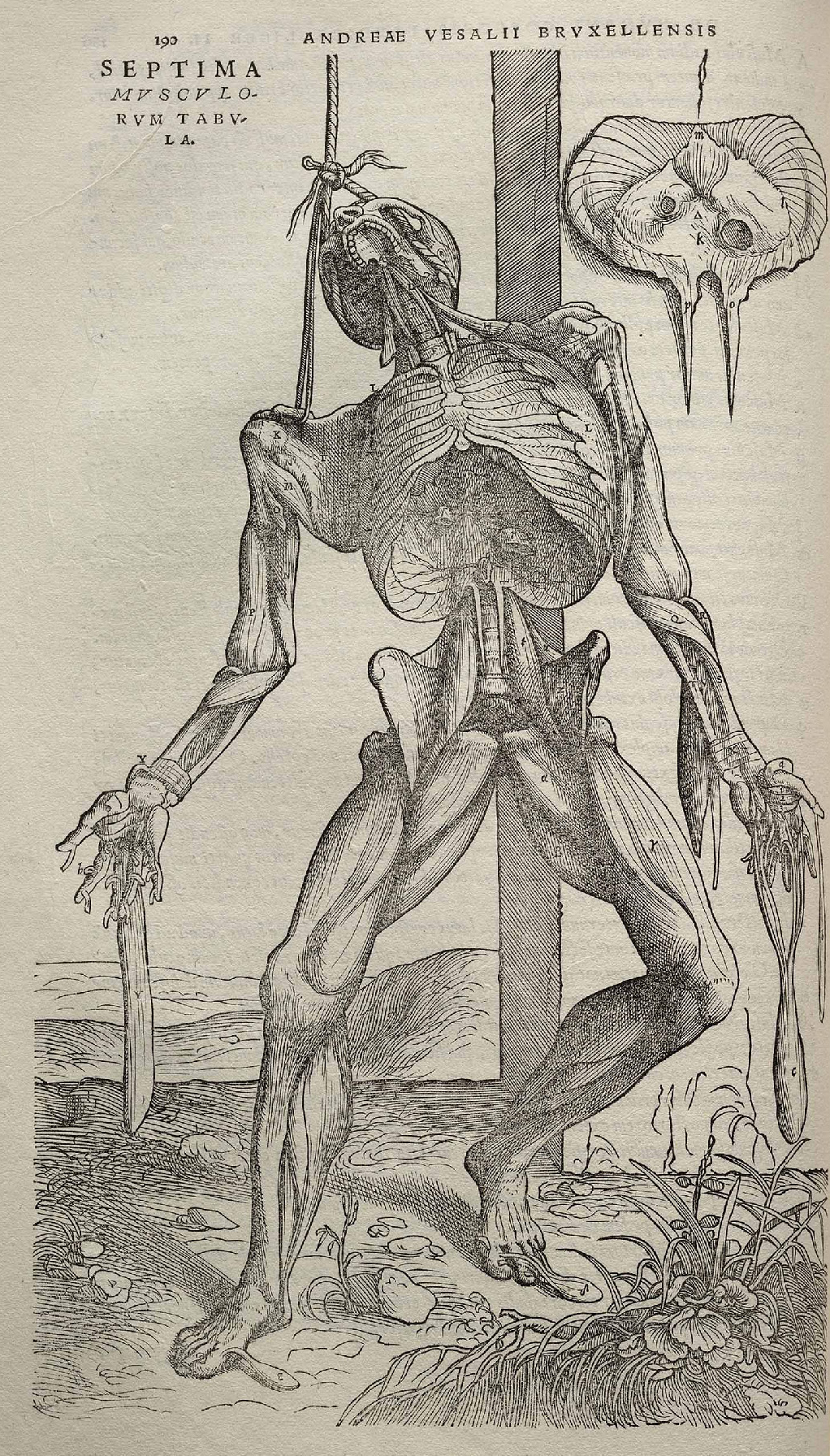
维萨留斯的《构造》一书中包含了许多杂乱又详细的人体解剖图，经常摆着讽喻的姿势。

1543年，维萨留斯邀请约翰内斯·奥坡瑞努斯帮助他印刷七卷本的《人体的构造》一书，这本关于人类解剖学的划时代巨著邀请了提香的弟子让·范·卡尔卡做插画，并被献给查理五世国王。几周后，维萨留斯又为学生重新出版了一本节录，《安德里亚·维萨留斯-人体的构造-目录梗概》，并把此书题献给国王的儿子，腓力二世。
该书强调了解剖工作时候的优先项，也就是后来被称作人体解剖学的观点 — 把人体的内部机能看作是一个充满了各种器官的三维的物质结构。这就和过去的解剖学模型形成明显对比，过去的那些模型都带有强烈的盖伦或亚里士多德的色彩，更带有占星学的成分。例如蒙迪诺（Mondino）和贝朗热（Berenger）撰写的近代解剖学著作，都因为深受盖伦和阿拉伯学说的影响而大为失色。
除了第一次正确的描述蝶骨外，他还展示了胸骨由三部分组成，骶骨是由五块或六块组成；正确的描述了前庭（vestibule）位于颞骨的内部。他不光证实了艾蒂安关于肺静脉阀门的观察是正确的，描述了奇静脉（vena azygos），还发现了胎儿在脐静脉和腔静脉之间的管道，并命名为静脉导管（ductus venosus）。维萨留斯还描述了网膜（omentum）以及它和胃之间的联系，还有脾和结肠；第一次正确给出幽门（pylorus）的构造；观察了男性阑尾的尺寸；第一次正确的记述了纵隔（mediastinum）和胸膜，还有当时最全面的大脑解剖描述。他并不能理解下隐窝，而且他关于神经的描述也是模糊不清的，比如他把视神经当做第一对，而把第三对当做第五对，第五对当做第七对。
在这本书里，维萨留斯也是第一个描述人工呼吸的人。
尽管维萨留斯不是第一个进行实际解剖的人，但是他的作品的价值仍是毫无疑义的——高度详细和精细的版画，即使是现在仍然被认为是经典的。而当《构造》一书出版时，维萨留斯只有30岁。

### 對文藝復興的影響
在文藝復興時期，很多醫生把屍體解剖，找出人生病的真正原因（因當時的教會認為人生病的原因是神懲罰人的罪，但人們受人文主義（humanism）影響，開始質疑其信仰及思想）。而维萨留斯在1543年寫的《人體的構造》（De humani corporis fabrica）一書中詳細地介紹和研究解剖學，更附有他親手繪畫、有關人體骨骼和神經的插圖。這也是他被稱為“解剖學之父”的原因之一。

## 皇室御医和死亡

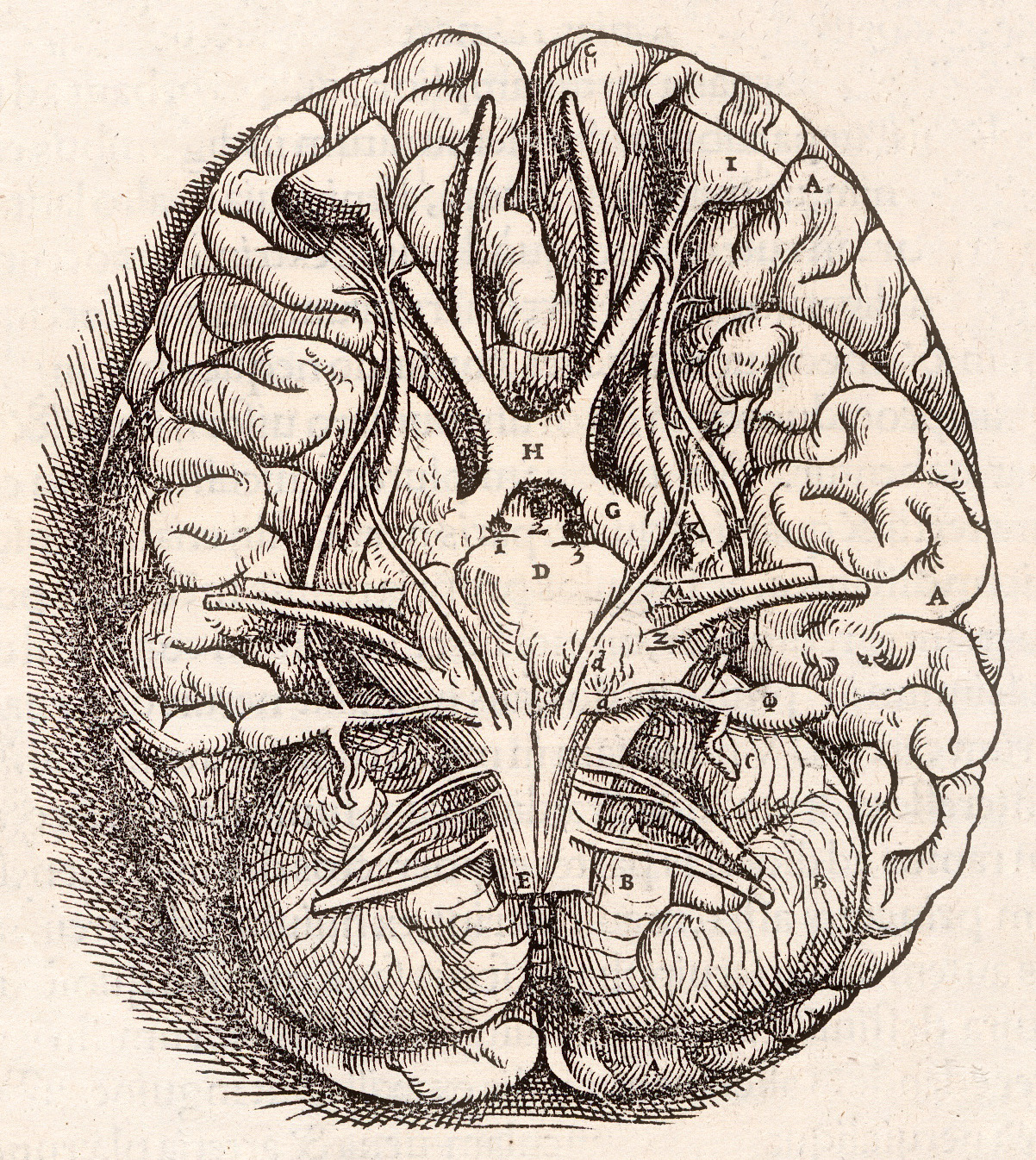
在脑的基础上，展示了视交叉、小脑和嗅球等结构。

在构造一书出版后，维萨留斯被邀请担任查理五世宫廷的御医。他辞去了帕多瓦的职务并告知了威尼斯的上议院，然后就被科西莫一世邀请去比萨的大学并在那里定居。维萨留斯在科西莫的宫廷的任职，但是他不得不花很多精力去应付其他医生的嫉妒和诽谤。
在之后的12年间，维萨留斯跟随着宫廷到处游历，医治战场或竞技场上的伤者、表演外科手术和尸体解剖、解答私人的医学问题。在期间，维萨留斯也写了一些医学的短文，却引来了大量的批评，并使得皇帝也处罚了他。1551年，查理五世还命令萨拉曼卡的法官调查维萨留斯医疗方法的宗教影响。维萨留斯证明了他的清白，可非议还在继续。4年后，他的一位反对者发表文章声明盖伦的理论无误，只是人类在盖伦之后又发生了进化而已。
查理五世退位后，他的儿子腓力二世即位并赏赐维萨留斯一份年金和一个伯爵领。为了报答，维萨留斯继续留在宫廷任职。1555年，他对《构造》又重新做了修订。
1564年，他搭乘威尼斯的舰队经塞浦路斯去朝圣。当他到达耶路撒冷时，他收到了威尼斯上议院的一封信。信中说因为他的朋友和学生法洛皮奥的逝世而请求他再次接受帕多瓦的教授职务。
在爱奥尼亚海上吹了好多天逆风后，维萨留斯终于到达了扎金索斯岛。很快他就欠债并死去，如果不是好心人帮助他还钱，他的遗体都可能被扔给野兽吃了。死时，他才不过刚刚50岁。
当时一直有猜测维萨留斯去朝圣主要是迫于异端裁判所的压力。近代传记作家却普遍认为是因为缺少资金。据信这个故事是查理五世宫廷里的人传出的：维萨留斯在为一个西班牙贵族演示解剖时，有人发现心脏还在跳动。于是异端裁判所介入并判处维萨留斯死刑，而腓力二世居中调协，把死刑转为朝圣流刑。在维萨留斯死后的数年间，这个故事反复流传，直到现代。